# Antipathes
Antipathes is een geslacht van neteldieren uit de klasse van de Anthozoa (bloemdieren).

## Soorten
- Antipathes aculeata (Brook, 1889)
- Antipathes arborea Dana, 1846
- Antipathes assimilis (Brook, 1889)
- Antipathes atlantica Gray, 1857
- Antipathes brooki (Whitelegge & Hill, 1899)
- Antipathes caribbeana Opresko, 1996
- Antipathes catharinae (Pax, 1932)
- Antipathes ceylonensis (Thomson & Simpson, 1905)
- Antipathes chamaemorus Pax & Tischbierek, 1932
- Antipathes chota Cooper, 1903
- Antipathes contorta (Brook, 1889)
- Antipathes curvata van Pesch, 1914
- Antipathes delicatula Schultze, 1896
- Antipathes dendrochristos Opresko, 2005
- Antipathes densa Silberfeld, 1909
- Antipathes dichotoma Pallas, 1766
- Antipathes dofleini Pax, 1915
- Antipathes dubia (Brook, 1889)
- Antipathes elegans (Thomson & Simpson, 1905)
- Antipathes erinaceus (Roule, 1905)
- Antipathes fragilis Gravier, 1918
- Antipathes fruticosa Gray, 1857
- Antipathes furcata Gray, 1857
- Antipathes galapagensis Deichmann, 1941
- Antipathes gallensis Thomson & Simpson, 1905
- Antipathes grandiflora Silberfeld, 1909
- Antipathes grandis Verrill, 1928
- Antipathes gray Roule, 1905
- Antipathes griggi Opresko, 2009
- Antipathes herdmanni Cooper, 1909
- Antipathes hypnoides (Brook, 1889)
- Antipathes indistincta (van Pesch, 1914)
- Antipathes irregularis (Thomson & Simpson, 1905)
- Antipathes irregularis Cooper, 1909
- Antipathes irregularis Verrill, 1928
- Antipathes lenta Pourtalès, 1871
- Antipathes lentipinna Brook, 1889
- Antipathes longibrachiata van Pesch, 1914
- Antipathes minor (Brook, 1889)
- Antipathes nilanduensis Cooper, 1903
- Antipathes orichalcea Pallas, 1766
- Antipathes pauroclema Pax & Tischbierek, 1932
- Antipathes plana Cooper, 1909
- Antipathes plantagenista (Cooper, 1903)
- Antipathes pseudodichotoma Silberfeld, 1909
- Antipathes regularis Cooper, 1903
- Antipathes rhipidion Pax, 1916
- Antipathes rubra Cooper, 1903
- Antipathes rubusiformis Warner & Opresko, 2004
- Antipathes salicoides Summers, 1910
- Antipathes sarothrum Pax, 1932
- Antipathes sealarki Cooper, 1909
- Antipathes sibogae (van Pesch, 1914)
- Antipathes simplex (Schultze, 1896)
- Antipathes simpsoni (Summers, 1910)
- Antipathes speciosa (Brook, 1889)
- Antipathes spinulosa (Schultze, 1896)
- Antipathes taxiformis Duchassaing, 1870
- Antipathes tenuispina (Silberfeld, 1909)
- Antipathes ternatensis Schultze, 1896
- Antipathes thamnoides (Schultze, 1896)
- Antipathes tristis (Duchassaing, 1870)
- Antipathes umbratica Opresko, 1996
- Antipathes viminalis Roule, 1902
- Antipathes virgata Esper, 1788
- Antipathes zoothallus Pax, 1932